# Trim
 For alternative betydninger, se Trim (flertydig). (Se også artikler, som begynder med Trim)
Trim eller trimme betyder at bringe i orden, justere, istandsætte etc., på flere områder.

## Dyr
At trimme et dyr kan eksempelvis være at fjerne døde hår fra forskellige hunderacer i fældetiden samt generel udtynding af dyrets hårlag.

## Biler
At trimme en bil for at forøge des ydeevne

## Luftfart
At trimme en flyvemaskine betyder at ændre på flyet ror-indstillinger ved hjælp af trimklapper, som er anbragt på rorenes bagside (højderor, sideror og ballanceror), med det formål at mindske belastningen på rorene under flyvning.

## Sejlsport
At trimme en sejlbåd betyder at ændre på rig og sejl, hvilket er vigtigt da man i sejlsport udelukkende bruger vinden som kraftkilde
Trimning foregår dels i havnen, for eksempel ved ændring af spænding på stag og vanter og under sejlads ved at besætningen ændrer indstillingen af skøder og fald med det formål at forøge bådens hastighed og stabilitet.

## Søfart
At trimme et handelsskib foregår ved at ændre skibets styrlastighed ved fyldning og tømning af et skibs- eller trimtanke.

## Elektronik
At trimme en elektronisk indretning.